# Paul Quinichette
Paul Quinichette (Denver, 17 de mayo de 1916-Nueva York, 25 de mayo de 1983) fue un saxofonista tenor de jazz estadounidense. Se le conocía como el «Vice President» o «Vice Prez» por su emulación del estilo jadeante de Lester Young, cuyo apodo era «The President», o simplemente «Prez». Young llamaba a Quinichette «Lady Q».

## Biografía
Quinichette nació en Denver, Colorado, el 17 de mayo de 1916. Recibió clases de clarinete y saxofón alto cuando era niño, antes de cambiar al saxofón tenor. Alrededor de los 13 años, recibió clases informales de Lester Young. Quinichette «asistió a la Universidad de Denver, se trasladó a la Universidad Estatal de Tennessee, y luego regresó a la Universidad de Denver, en la que se graduó en música. Mientras estaba en la universidad tocó con bandas locales, y durante las vacaciones de verano hizo una gira con Nat Towles y el trompetista Lloyd Hunter».
Quinichette trabajó con Shorty Sherock a finales de los años 1930 y luego estuvo con Ernie Fields (1942) y Jay McShann (1942-43). Trabajó con Johnny Otis en la Costa Oeste (1945-1947), y luego se fue a Nueva York con Louis Jordan. Allí tocó con varios músicos antes de unirse a Count Basie en 1951. Después de dos años con Basie, y animado por el éxito de sus propias grabaciones para EmArcy Records, Quinichette se independizó para formar su propia banda.
A mediados y finales de la década de 1950, Quinichette también acompañó a la vocalista Dinah Washington en las grabaciones de EmArcy, y tocó con Benny Goodman y Nat Pierce (ambos en 1955), John Coltrane (1957) y Billie Holiday. En la década siguiente, sus problemas de salud dificultaron sus actividades como músico, y aceptó un trabajo como ingeniero eléctrico. Aunque seguía teniendo dificultades, volvió a actuar en 1973.
Quinichette murió en Nueva York el 25 de mayo de 1983.

## Estilo
The Grove Dictionary señala que «el estilo de Quinichette mostraba un sentido del swing inigualable entre los músicos que siguieron a Young». En 1959, el crítico John S. Wilson afirmó que, tras dejar a Basie, «Quinichette se ha inclinado por una tosquedad de tono e ideas y un enfoque que proviene tanto del lado menos agradable de Illinois Jacquet como de Young».

## Discografía

### Cómo líder
- The Vice Pres (Emarcy 1951–52)
- Blow Your Horn (Brunswick, 1953)
- Moods (EmArcy, 1954)
- The Kid From Denver (Dawn, 1956)
- On the Sunny Side (Prestige, 1957)
- Cattin' con Coltrane and Quinichette (Prestige, 1957 [1959]) con John Coltrane
- The Chase Is On (Bethlehem, 1957) – con Charlie Rouse
- For Basie (Prestige, 1957) - con Shad Collins, Freddie Green, Walter Page, Jo Jones and Nat Pierce
- Basie Reunion (Prestige, 1958) - con Buck Clayton, Shad Collins, Jack Washington, Freddie Green, Eddie Jones, Joe Jones, and Nat Pierce
- Like Basie! (United Artists, 1959)
- Prevue (Famous Door, 1974)

### Como acompañante
Con Gene Ammons
- The Big Sound (Prestige, 1958)
- Groove Blues (Prestige, 1958)

Con Count Basie
- The Count! (Clef, 1952 [1955])
- Basie Jazz (Clef, 1952 [1954])
- The Swinging Count! (Clef 1952 [1956])
- Dance Session Album No. 2 (Clef, 1954)

Con Bob Brookmeyer
- Kansas City Revisited (United Artists, 1958)

Con Billie Holiday
- An Evening with Billie Holiday (Clef, 1953)
- Lady Sings the Blues (Clef, 1956)

Con Jay McShann
- The Last of the Blue Devils (Atlantic, 1978)

Con The Prestige All Stars
- Wheelin' & Dealin' (Prestige, 1957) – con John Coltrane and Frank Wess

Con Sarah Vaughan
- Sarah Vaughan with Clifford Brown (EmArcy, 1954) – Con Clifford Brown

Con Eddie "Cleanhead" Vinson
- Clean Head's Back in Town (Bethlehem, 1957)

Con Mal Waldron
- The Dealers (Prestige, 1964)

Con Dinah Washington
- Blazing Ballads (Mercury, 1952)
- After Hours with Miss "D" (EmArcy, 1954)

Con Webster Young
- For Lady (Prestige, 1957)